# Drakensbergskvätta
Drakensbergskvätta (Campicoloides bifasciatus) är en fågel i familjen flugsnappare. Den förekommer huvudsakligen i västra Sydafrika.

## Utseende och läte
Drakensbergskvättan har hos hanen en slående dräkt, med ockrafärgad undersida och svart på ansikte, stripe och vingar åtskilt från den fläckade ryggen av ett tydligt ljust streck. Honan är mer oansenlig, med diffust streckad undersida, beigefärgad övergump och mörk stjärt. Ung svartbröstad stenskvätta kan likna hona drakensbergskvätta, men har ostreckad undersida och vit övergump. Sången är behaglig och inkluderar härmningar av andra arter, ofta inledd med distinkta raspiga klickande ljud och "tjack".

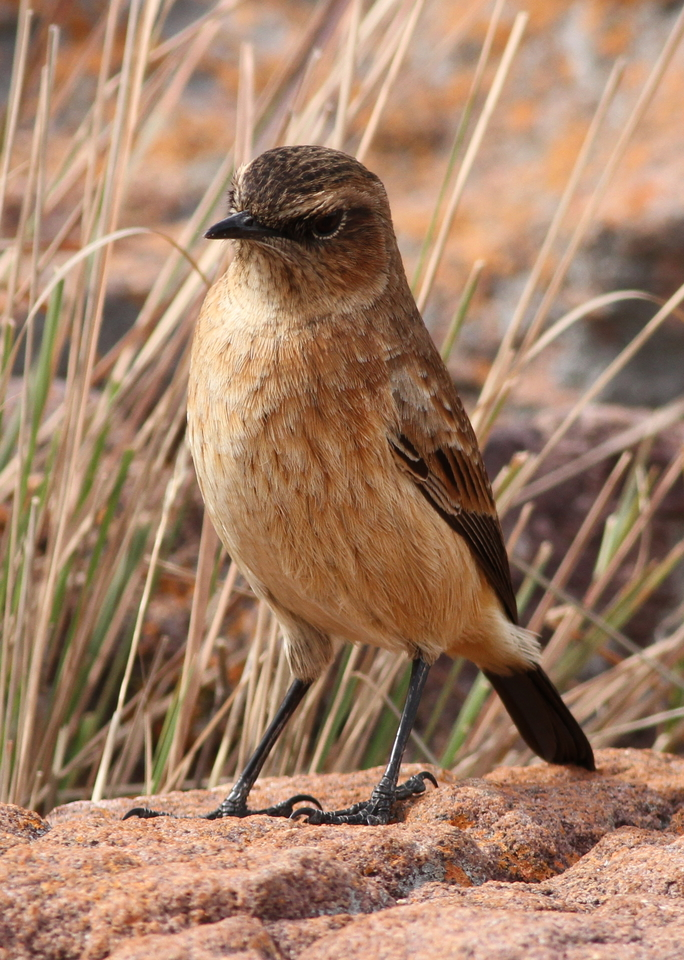

## Utbredning och systematik
Fågeln förekommer i Sydafrika (från Limpopo söderut till KwaZulu-Natal, Östra Kapprovinsen, västra Swaziland och Lesotho. Den behandlas som monotypisk, det vill säga att den inte delas in i några underarter.

### Släktskap
Systematiken kring drakensbergskvättan har varit omdebatterad. Traditionellt har den betraktats som en udda buskskvätta och hade därför tidigare trivialnamnet ockrabuskskvätta. Alternativt har den placerats med stenskvättorna i släktet Oenanthe. Flera genetiska studier visar dock att den snarare är en avlägsen och unik släkting till klipp-, termit- och stenskvättor och bör därför placeras i ett eget släkte Campicoloides. På grund av detta har arten nu fått ett nytt trivialnamn på svenska.

## Levnadssätt
Drakensbergskvättan hittas i par eller smågrupper i klippiga gräsmarker med stora stenbumlingar och spridda buskar och träd, upp till 2000 meters höjd. Den ses ofta sitta synligt på stenar eller buskar, varifrån den gör utfall i både luften och ner på marken för att fånga insekter.

## Status
Arten har ett stort utbredningsområde och beståndet anses stabilt. Internationella naturvårdsunionen IUCN listar den därför som livskraftig (LC).

## Namn
Drakensbergen är en bergskedja i östra Sydafrika och Lesotho.